# Старое Стенино
Старое Стенино — деревня в Петушинском районе Владимирской области, входит в состав Петушинского сельского поселения.

## География
Деревня расположена в 22 км на север от райцентра города Петушки. 

## История
В конце XIX — начале XX века деревня входила в состав Жаровской волости Покровского уезда Владимирской губернии, с 1921 года — в составе Орехово-Зуевского уезда Московской губернии, с 1924 года — в составе Воспушенской волости. В 1859 году в деревне числилось 25 дворов, в 1905 году — 42 двора, в 1926 году — 60 дворов.
С 1929 года деревня входила в состав Воспушенского сельсовета Петушинского района Московской области, с 1944 года — в составе Владимирской области, с 2005 года — в составе Петушинского сельского поселения.

## Население
| 1859 | 1905 | 1926 | 2002 | 2010 | 2021 |
| ---- | ---- | ---- | ---- | ---- | ---- |
| 166  | ↗259 | ↘214 | ↘2   | ↗7   | ↘0   |